# Tancred af Taranto
Tancrede eller Tancrede de Hauteville (5. december 1072 – 12. december 1112) var en af lederne af det første korstog og blev senere fyrste af Galilæa og regent til Antiochia. Tancred hører til en af grundlæggerne af de frankiske kolonier i Mellemøsten og var velkendt for at kunne vende katastrofale situationer for de enkelte korsfarerstater til det bedre. På sit højeste herskede Tancred over store dele af det nordlige Syrien.

## Tidlige liv
Tancred var søn af Emma de Hauteville (ca. 1080 – ca. 1120) og Odo den Gode Marquis. Gennem moderen Emma var Tancred barnebarn af den mægtige hertug Robert Guiscard af Apulien og Calabrien og dermed medlem af den store normanniske udvandrefamilie Hauteville, der sad på magten i Syditalien.

## Det første korstog
Da korsfarerne til Det første korstog i 1096 drog af sted fra over hele Vesteuropa og mod Mellemøsten, var det Tancreds morbror, Bohemund af Taranto, der ledede det normanniske kontingent, som Tancred deltog i. Sammen drog de til Konstantinopel og mødte her de andre korsfarergrupper, bl.a. den mægtige grev Raymond de Saint-Gilles af Toulouse og hertug Godfred de Boullion af Nedre Lothringen. Korsfarerlederne blev tvunget af den byzantinske kejser Alexios 1. Komnenos til, at sværge en ed på at, hvis de erobrede gammelt byzantinsk land, ville de overlade det til byzantinerne. Tancred som en af de få, nægtede dog at sværge eden, modsat Bohemund.
Korstoget bevægede sig i 1097 over til Lilleasien og belejrede den tidligere byzantinske by Nikæa. Derefter drog korsfarerhæren tværs gennem Lilleasien, og erobrede Antiokia i 1098. Bohemund blev i byen og blev fyrste af af Antiokia.

## Regent af Antiochia
I 1100 blev Bohemund taget tilfange af Danishmend-tyrkerne, så derfor overtog Tancred hvervet som hersker af Antiokia med status af regent på morbroderens vegne. Bohemund blev løskøbt i 1103 og kom tilbage til Antiokia, men allerede året efter drog han til Europa for at hverve en ny hær, og Tancred måtte igen træde til som regent. Bohemund fik skaffet sin hær, men brugte den til at angribe Byzantiet fra Syditalien i 1107. Han blev slået og vendte aldrig tilbage til Antiokia, men døde i Italien i 1111.
I 1112 døde Tancred under en tyfusepidemi. Da han var barnløs og Bohemunds søn Bohemund 2. stadig var mindreårig, måtte Tancreds fætter Roger af Salerno efterfølge ham som regent over Antiokia.

## Tancred i fiktionen
Tancred optræder som en karakter i Torquato Tassos episke digt fra 1581, La Gerusalemme liberata, hvor han er en episk helt med bl.a. med kærlighedsaffærer med den hedenske krigerkvinde Clorinda og fyrstinde Erminia af Antiochia. Dele af Tassos digt blev brugt af Claudio Monteverdi i hans dramatiske værk Il Combattimento di Tancredi e Clorinda fra 1624. Den franske filosof Voltaire skrev i 1759 et teaterstykke over Tancred kaldet Tancrède. Dette teaterstykke baserede Gioachino Rossini sin opera Tancredi fra 1813 på.

### Faglitteratur
- Robert Lawrence Nicholson, Tancred: A Study of His Career and Work. AMS Press, 1978.
- Peters, Edward, ed., The First Crusade: The Chronicle of Fulcher of Chartres and Other Source Materials, (Philadelphia: University of Pennsylvania Press, 1998)
- Hunn, Stuart – The Life and Times of Tancred (Penguin Publishing 1985)
- Smail, R. C. Crusading Warfare 1097-1193. New York: Barnes & Noble Books, (1956) 1995.

### Skønlitteratur
- La Gerusalemme liberata af Torquato Tasso (1581)
- Il Combattimento di Tancredi e Clorinda af Claudio Monteverdi (1624)
- Tancrède af Voltaire (1759)
- Tancredi af Gioachino Rossini (1813)

- Wikimedia Commons har flere filer relateret til Tancred af Taranto

| Biografi | Spire Denne biografi er en spire som bør udbygges. Du er velkommen til at hjælpe Wikipedia ved at udvide den. |